# Erik Bodom

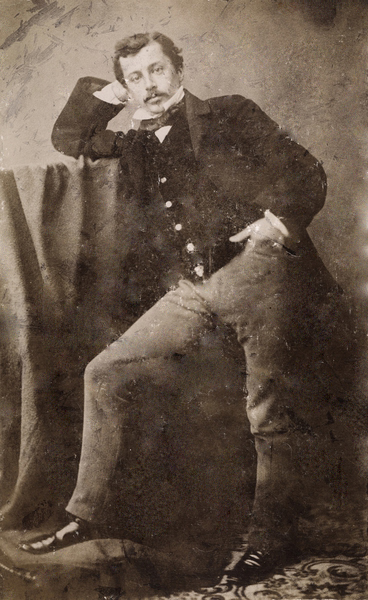
Erik Bodom, omkring 1870.

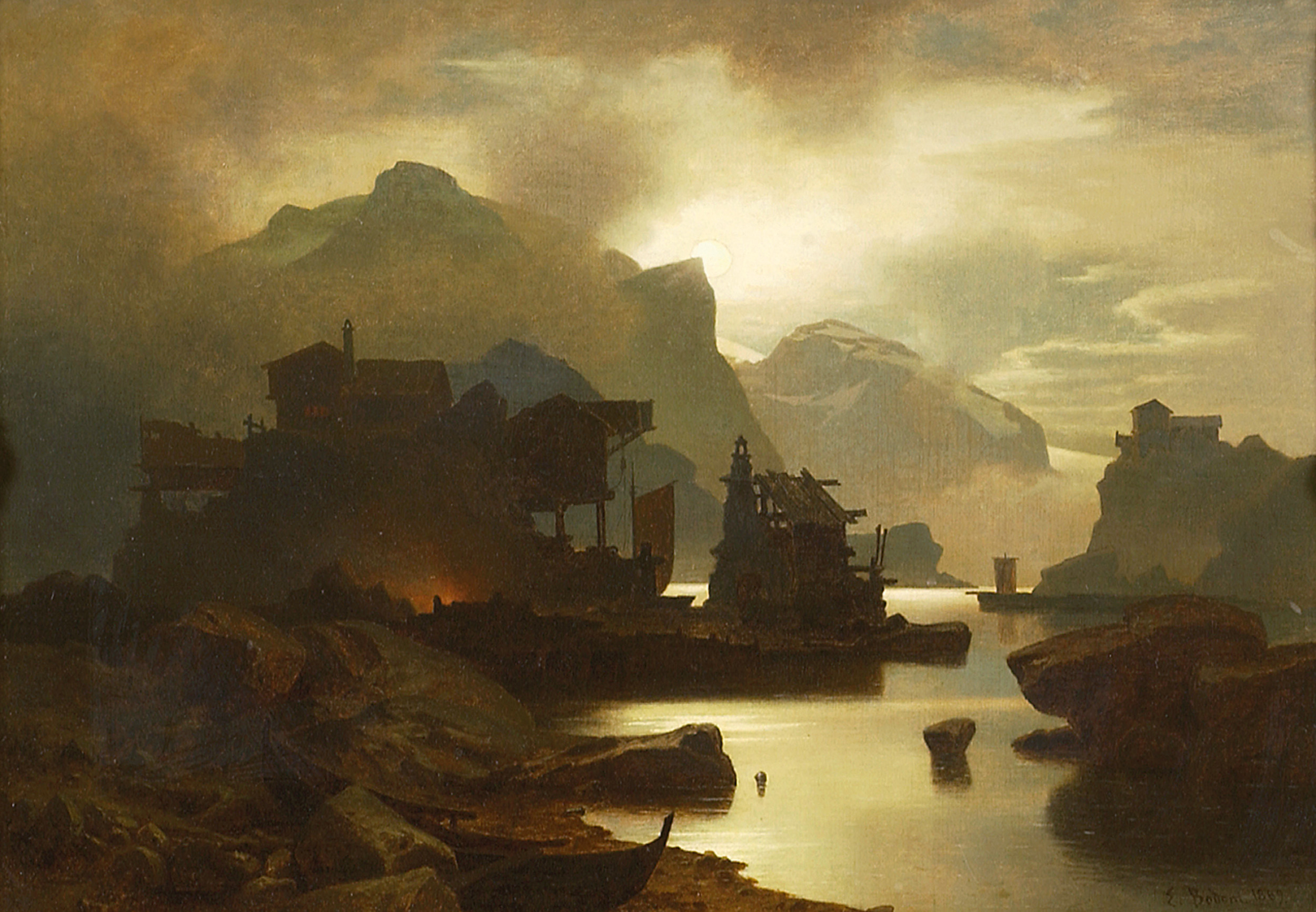
Måneskinn (1869)

Erik Bodom, född den 28 september 1829 i Vestby, död den 16 april 1879 i Düsseldorf, var en norsk målare.
Bodom var elev till Hans Fredrik Gude i Kristiania och Düsseldorf. I sin konst var han en utpräglad romantiker, som med förkärlek skildrade det vilda och ödsliga norska landskapet med fjäll och ensliga skogstjärnar.

## Galleri

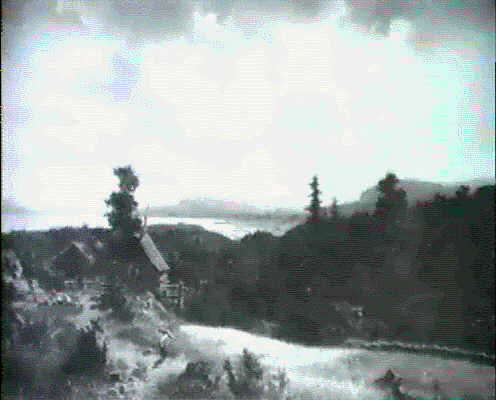
Norwegische Sommerlandschaft (1854)
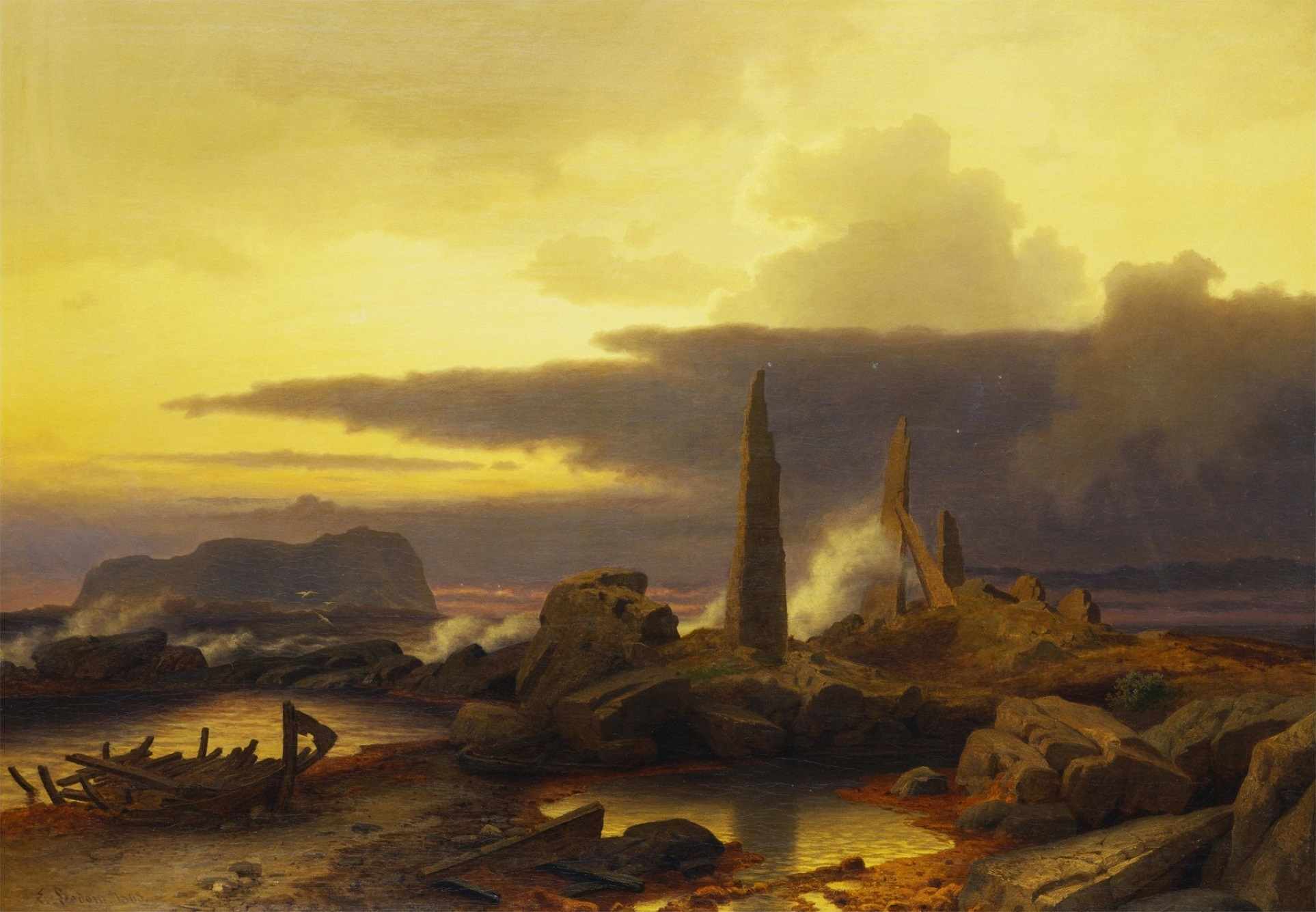
Minnesteiner (1868)
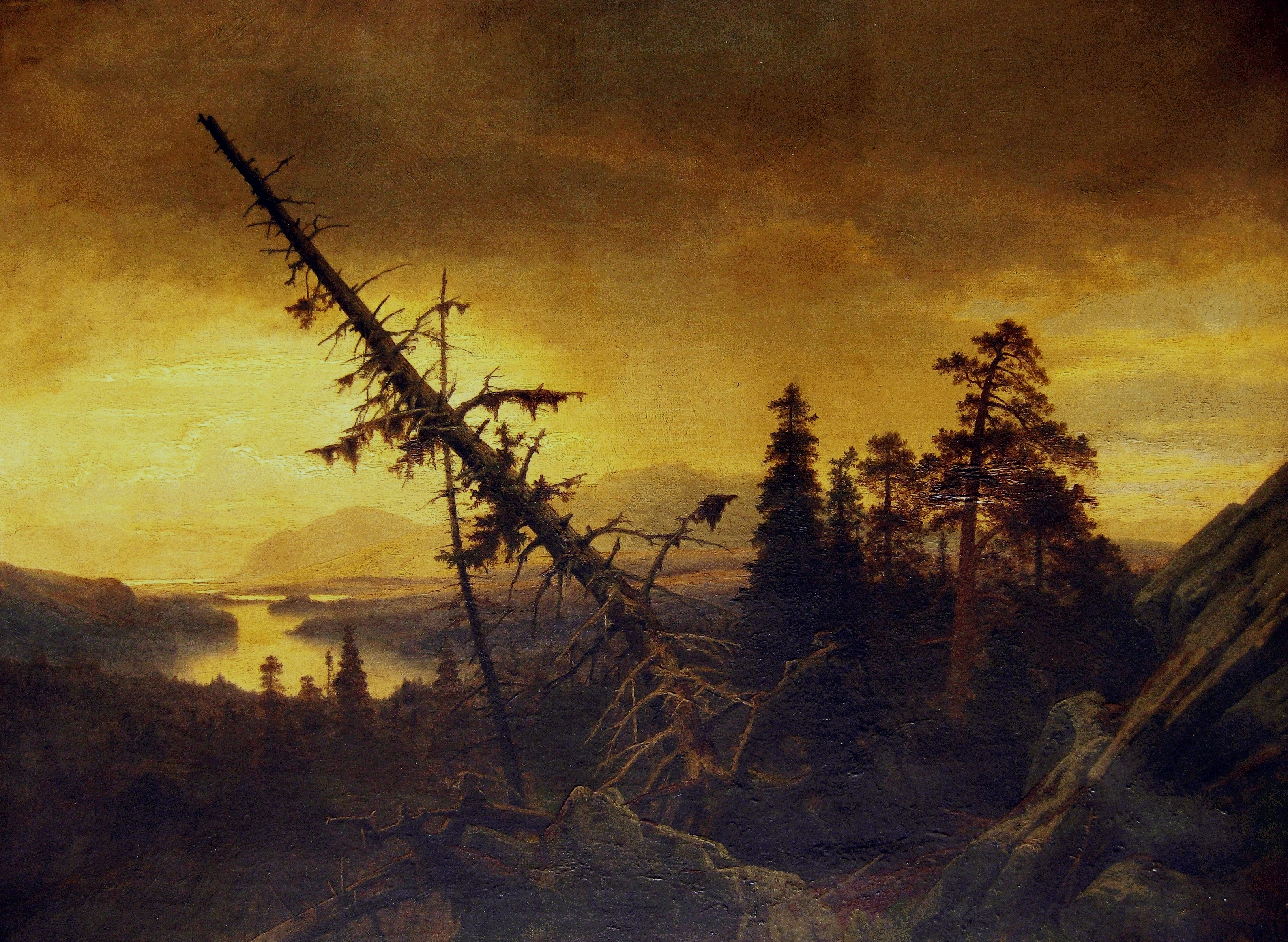
Ruhe nach dem Sturm (1871)
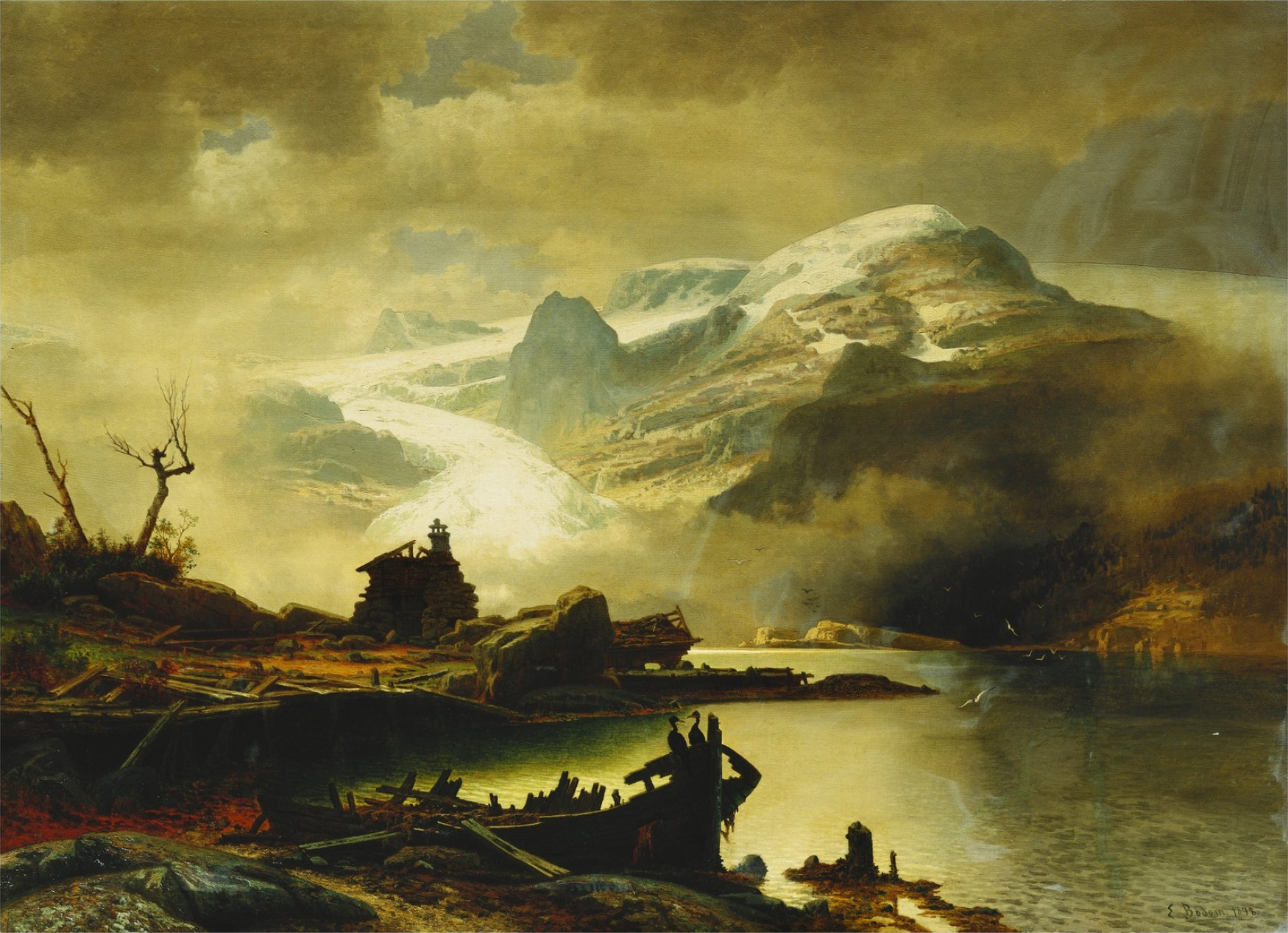
Bondhusbreen i Sunnhordland (1878)
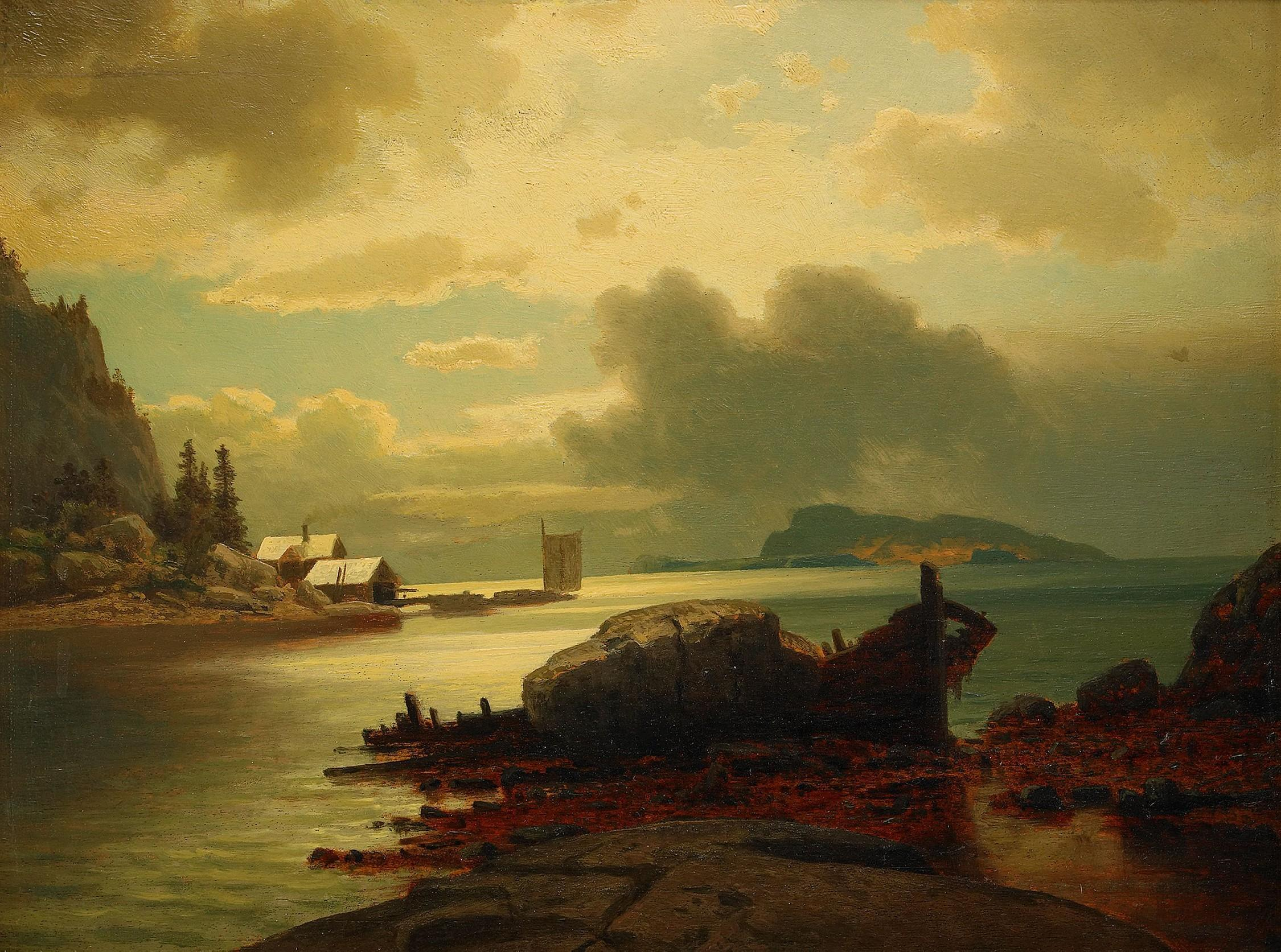
Norska kustlandskap 2nd (1878)
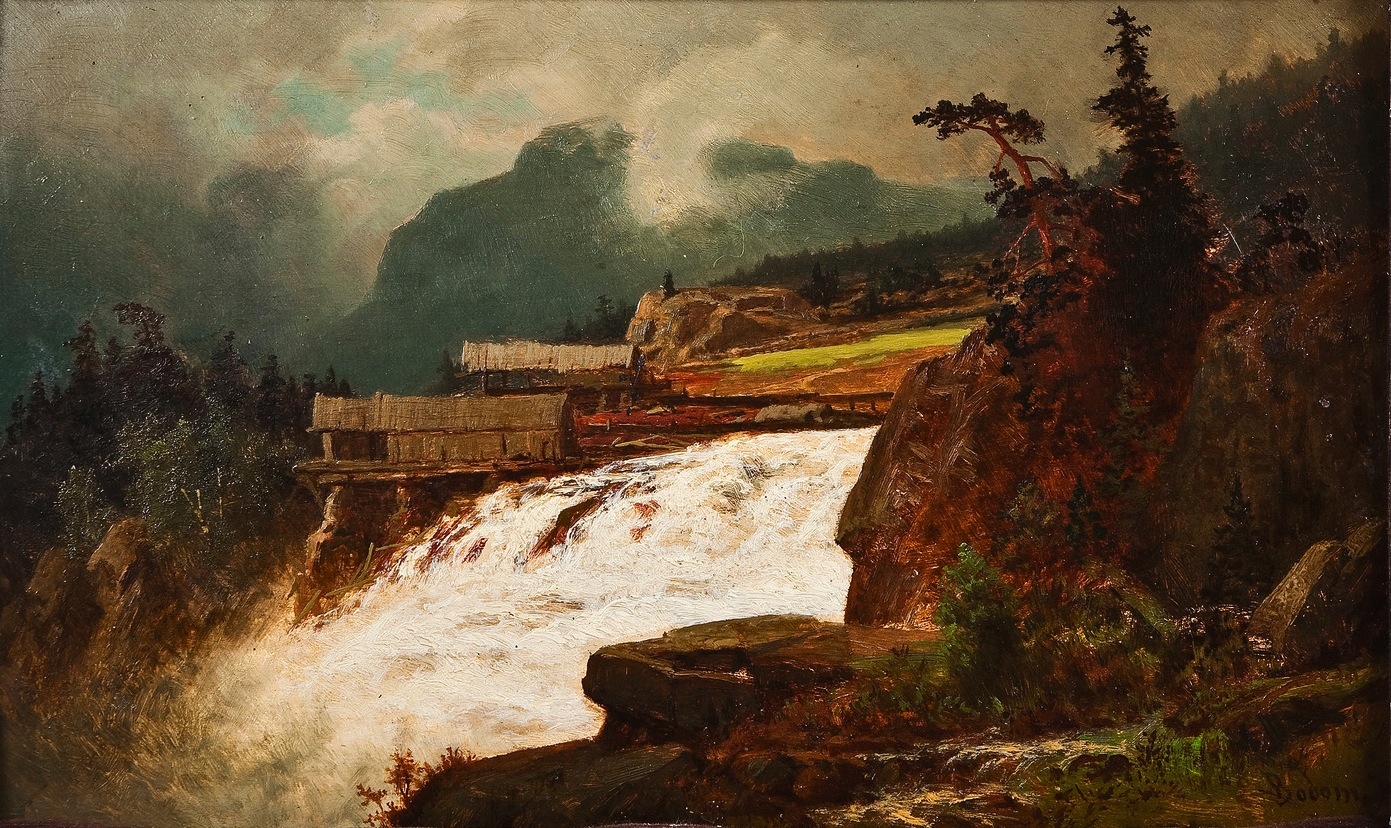
Foss med sagbruk (1878)